# Steven Lattimore
Steven Lattimore (* 25. Mai 1938) ist ein US-amerikanischer Klassischer Philologe.

## Leben
Der Sohn von Richmond Lattimore erwarb einen Bachelor of Arts am Dartmouth College. Von dort aus erwarb er einen Master of Arts und einen Doktor der Philosophie, beide von der Princeton University. Während dieser Zeit arbeitete er als Ausbilder am Dartmouth und am Haverford College sowie als Assistenzprofessor am Intercollegiate Center for Classical Studies in Rom. Er begann seine Karriere 1967 an der UCLA als Assistenzprofessor und wurde 1998 Professor, ein Titel, den er bis zu seiner Pensionierung 2006 innehatte.
Seine Forschungsinteressen sind griechische Literatur, Geschichte und materielle Kultur.

## Schriften (Auswahl)
- The marine thiasos in Greek sculpture. Los Angeles 1976, ISBN 0-917956-02-8.
- Sculpture II. Marble sculpture, 1967–1980. Princeton 1996, ISBN 0-87661-936-7.
- Thucydides: The Peloponnesian War. Indianapolis 1998, ISBN 0-87220-394-8.